# Sarcophaga susteriana
Sarcophaga susteriana är en tvåvingeart som först beskrevs av Andy Z. Lehrer 2003.  Sarcophaga susteriana ingår i släktet Sarcophaga och familjen köttflugor. Inga underarter finns listade i Catalogue of Life.